# Kozaki (województwo lubelskie)
Kozaki (do 2011 Kozaki Osuchowskie) – wieś w Polsce, położona w województwie lubelskim, w powiecie biłgorajskim, w gminie Łukowa. Leży  na obszarze Puszczy Solskiej. 
| SIMC    | Nazwa     | Rodzaj    |
| ------- | --------- | --------- |
| 0894457 | Fryszarka | część wsi |

29 kwietnia 1943 r. wieś została spacyfikowana, w ramach walk z partyzantami, przez oddziały niemieckie.
W latach 1975–1998 miejscowość należała administracyjnie do województwa zamojskiego.
1 stycznia 2011 r. zmieniono nazwę miejscowości z Kozaki Osuchowskie na Kozaki.
Wierni Kościoła rzymskokatolickiego należą do parafii Wniebowzięcia Najświętszej Maryi Panny w Łukowej.